# Кормиловка (станция)
Корми́ловка — железнодорожная станция Омского региона Западно-Сибирской железной дороги, расположенная на главном ходу Транссиба в посёлке городского типа Кормиловка Омской области. 

## История
Открыта в 1896 году, одновременно с продлением Великого Сибирского пути на восток от Омска. Названа по одноименному небольшому поселению (также Корниловка), образовавшемуся при ямской станции на Сибирском тракте.

## Пассажирское движение
По состоянию на 2016 год пассажирское движение представлено пригородными поездами, связывающими Кормиловку с соседними узловыми станциями Омск-Пассажирский и Татарская. 
Кроме того, на станции имеет остановку фирменный пассажирский поезд дальнего следования № 087/088 «Иртыш» Омск — Новосибирск.  

## Грузовая работа

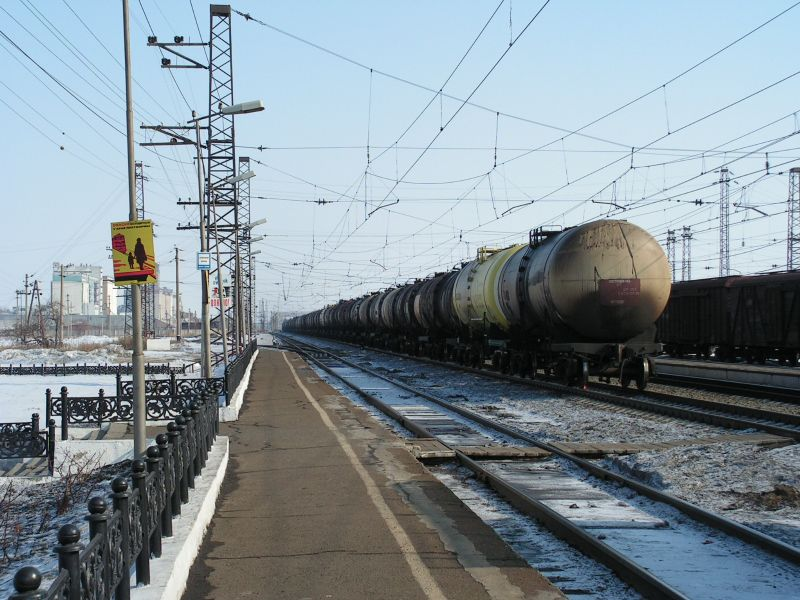
Грузовые поезда на станции

По объёму выполняемой работы станция отнесена к 4 классу, открыта для грузовой работы по параграфам 1 и 3. 